# Rue de Soleure 6
Das Wohn- und Geschäftshaus Rue de Soleure 6 in Moutier (deutsch Münster) im Kanton Bern in der Schweiz wurde 1900 errichtet. Das Gebäude im Jugendstil steht unter Denkmalschutz.

## Lage
Das Bauwerk steht im Nordwesten der Stadt und prägt dort die Ortseinfahrt aus Richtung Solothurn (französisch Soleure).

## Geschichte
An das Gebäude schloss sich im Norden ein Bierlager einer Brauerei an. Dieses diente um das Jahr 2000 als Automobilwerkstatt und Tankstelle. Das Haus selbst wird gegenwärtig nicht mehr von einem Kfz-Händler genutzt, sondern beherbergt den Salon Coiffeurs (Stand März 2022).
Das Haus wurde 2000 rechtskräftig in das «Bauinventar» der Denkmalpflege des Kantons als «erhaltenswert» aufgenommen. Mit Vertrag vom 17. Juli 2009 wurde es als Kulturgüter-Objekt von lokaler Bedeutung («Kategorie C», Objet C) ausgewiesen.

## Beschreibung
Das Bauwerk hat drei Geschosse und ein viertes Dachgeschoss mit Walmdach und Zwerchgiebel im Schweizerstil. Es erhebt sich über einem L-förmigen Grundriss. Die Südfassade wird durch einen dreistöckigen Erker geprägt. Seine Konsole wird als «Cul-de-lampe» beschrieben. Die Ausbauten im schiefergedeckten Dach mit Aufschieblingen zerstören die ursprüngliche Symmetrie. Die Ansicht von Osten ist durch den Einbau zweier Schaufenster und den Anbau eines Balkons in Betonbauweise beeinträchtigt. Das Gebäude wurde in jüngerer Zeit renoviert.

## Belege
1. 1 2  Das Haus im Bauinventar. (abgerufen am 30. März 2024)

Koordinaten: 47° 16′ 56,2″ N, 7° 22′ 54,3″ O; CH1903: 595697 / 236823